# Awni Abd al-Hadi

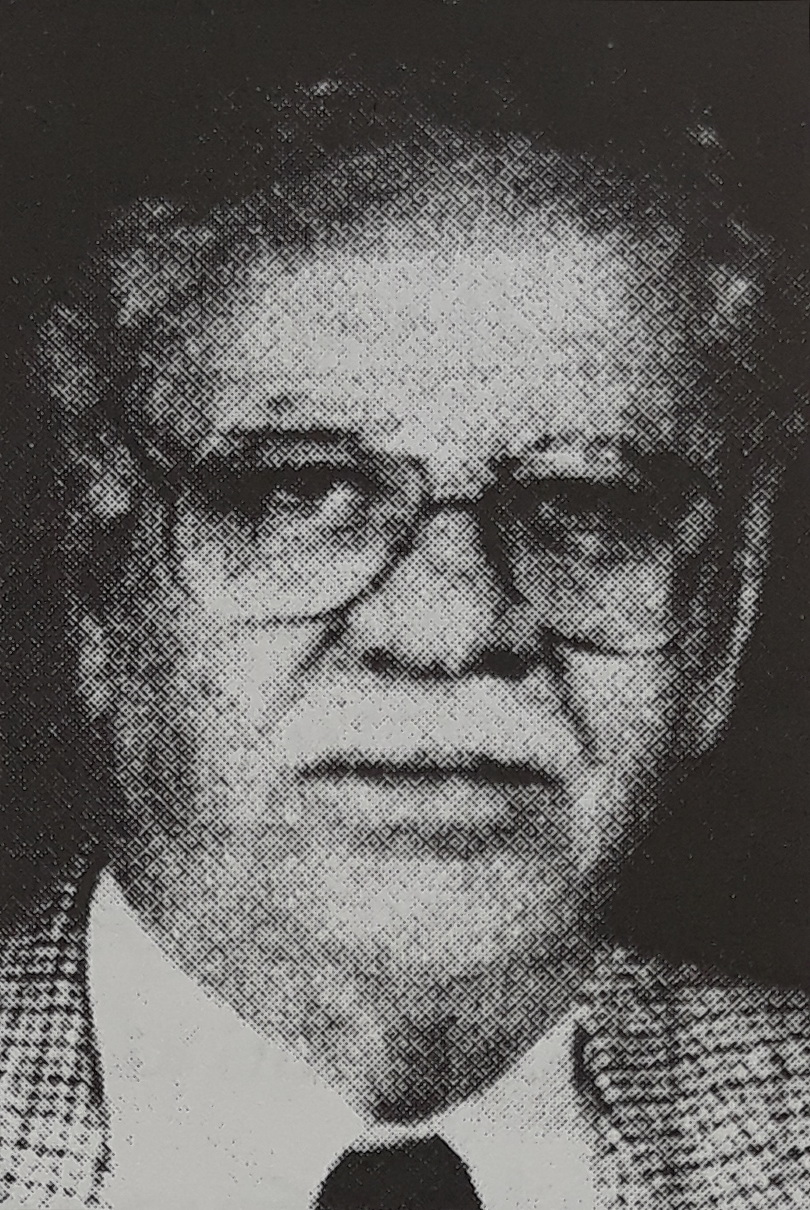
Awni Abd al-Hadi

Awni Abd al-Hadi, auch Auni Bey Abd al-Hadi (arabisch عوني عبد الهادي, DMG ʿAunī ʿAbd al-Hādī; * 1889 in Nablus im damaligen Osmanischen Reich; † 15. März 1970 in Kairo) war ein liberaler palästinensischer Politiker und im frühen 20. Jahrhundert ein führender Vertreter der sich entwickelnden arabischen Nationalbewegung.

## Leben

### Abstammung und frühes Wirken
Awni Abd al-Hadi entstammte einer bedeutenden Familie von Großgrundbesitzern und war Sohn des Juristen Haj Qasim al-Hadi. Nach seinem Mittelschulbesuch in Beirut machte er 1907 seinen Gymnasialabschluss in Nablus. Anschließend studierte er zunächst in Istanbul und war in dieser Zeit 1909 Gründungsmitglied eines arabischen nationalistischen Literaturclubs. Ab 1910 setzte er sein Jura-Studium an der Sorbonne in Paris fort und erlangte 1914 das Diplom der Rechtswissenschaft. In Paris beteiligte er sich 1911 an der Gründung der arabischen nationalistischen Untergrundorganisation al-Fatat (Junge arabische Gesellschaft), die für die administrative Unabhängigkeit der arabischen Provinzen vom Osmanischen Reich kämpfte. Im Juni 1913 war er einer der Mitorganisatoren eines in Paris unter dem Vorsitz von Abd al-Hamid al-Zahrawi abgehaltenen Arabischen Kongresses, der die gleiche Zielrichtung hatte. Während des Ersten Weltkriegs blieb Abd al-Hadi weiterhin in Paris und arbeitete u. a. als Journalist.
1918 wurde Abd al-Hadi persönlicher Sekretär Faisals I., der damals an einer neuen arabischen Regierung in Syrien beteiligt war. Faisal ernannte Abd al-Hadi zum Rechtsberater der arabischen Gesandtschaft auf der Pariser Friedenskonferenz 1919. Beide begaben sich Anfang 1920 nach Damaskus, wo Abd al-Hadi Mitglied der damals gegründeten politischen Vorgängerorganisation der späteren palästinensischen Unabhängigkeitspartei sowie Berater Faisals während dessen kurzzeitiger Herrschaft als König von Syrien (März bis Juli 1920) wurde. Nach der Vertreibung Faisals I. durch französische Truppen im Juli 1920 ging Abd al-Hadi nach Kairo und 1921 nach Amman, um als Berater des Emirs Abdallah von Transjordanien zu fungieren. Ende 1921 ließ er sich in Jerusalem nieder und arbeitete als Rechtsanwalt. Bald wurde er ein führender palästinensischer Politiker und verlangte die Aufhebung der Balfour-Deklaration sowie die Gründung eines unabhängigen Palästinenser-Staates. Dennoch suchte er den Dialog mit britischen Beamten, die das Völkerbundsmandat in Palästina ausübten, sowie mit jüdischen Vertretern. 1922, 1923 und 1928 war er gewähltes Mitglied des arabischen Exekutivkomitees (der damals führenden palästinensischen nationalistischen Organisation) auf dessen fünftem, sechstem und siebtem Kongress. Kurz vor dem Ausbruch der Unruhen an der Klagemauer (August 1929) beteiligte er sich an Verhandlungen mit britischen und jüdischen Vertretern, um eine die muslimischen und jüdischen Rechte an den heiligen Plätzen Jerusalems ausreichend berücksichtigende Einigung zu erreichen.

### Agitation gegen die britische Mandatsmacht in Palästina
Im Frühjahr 1930 war Abd al-Hadi Mitglied der palästinensisch-arabischen Delegation auf einer in London abgehaltenen Konferenz und nahm im Dezember 1931 am panislamischen Kongress in Jerusalem teil. Als sich seine Einstellung gegenüber den Briten verhärtete, gehörte er im August 1932 zu den Gründungsmitgliedern der für vollständige Unabhängigkeit der arabischen Länder vom Vereinigten Königreich eintretenden palästinensischen Unabhängigkeitspartei (Hizb al-Istiqlal) und wurde deren erster Vorsitzender. Er trat nun dafür ein, dass das arabische Exekutivkomitee nicht mit den britischen Mandatsbehörden zusammenarbeiten sollte und half 1933 bei der Finanzierung von Demonstrationen in bedeutenden palästinensischen Städten. Im Oktober 1933 wurde er wegen seiner Teilnahme an einer solchen Demonstration in Jaffa gegen die pro-zionistische Politik Großbritanniens verhaftet und zu einer zehnmonatigen Gefängnisstrafe mit Zwangsarbeit verurteilt, aber kurz darauf wieder freigelassen. Drei Jahre später erfolgte seine Bestellung zum Generalsekretär des Arabischen Hohen Komitees, als dieses im April 1936 zur Koordinierung der Aktivitäten des aus Protest gegen die britische Politik ausgerufenen Generalstreiks gegründet wurde. Von Juni bis Oktober 1936 befand er sich erneut in britischer Haft.
Nach der Bekanntmachung des Berichts der Peel-Kommission mit dem Vorschlag der Teilung Palästinas in einen jüdischen und einen arabischen Staat (Juli 1937) reiste Abd al-Hadi als Delegierter des Arabischen Hohen Komitees nach Genf, um die arabischen Vorbehalte gegen diese empfohlene Teilung vor dem Ständigen Mandatskomitee des Völkerbunds darzulegen. Die Briten griffen inzwischen hart gegen den sich ausbreitenden arabischen Aufstand durch und verboten Abd al-Hadi die Rückkehr nach Palästina. Über Paris begab sich Abd al-Hadi Ende 1937 nach Kairo, wo er mehrere Jahre blieb. Er durfte aber als Mitglied der palästinensischen Delegation an der im Februar 1939 eröffneten Londoner St.-James-Konferenz teilnehmen, die zur Verabschiedung des Weißbuchs von 1939 führte. Im Juli 1941 konnte er nach Palästina heimkehren und förderte ab 1943 wieder nationalistische Aktivitäten wie die Konferenz der arabischen Handelskammern (November 1943) sowie die Neugründung des Arabischen Hohen Komitees (November 1945) – dessen Mitglied er wieder wurde – sowie der arabischen Nationalbank. Ferner war er bei der im Juni 1946 im syrischen Dorf Bloudan in Reaktion auf den Bericht des anglo-amerikanischen Komitees abgehaltenen Sitzung der Arabischen Liga anwesend.

### Späteres Leben und Tod
Während des Palästinakriegs verlor Abd al-Hadi sein Jerusalemer Anwesen, ging Ende September 1948 nach Gaza und beteiligte sich dort an der Gründung der kurzlebigen Allpalästina-Regierung, in der er zum Sozialminister ernannt wurde. Von diesem Amt trat er bald wieder zurück und zog nach Damaskus, wo er sich bis 1951 aufhielt und seine Memoiren schrieb. 1951 wurde er Botschafter des haschemitischen Königreichs Jordanien in Kairo, wo er mit seiner Gemahlin Tarab Abdul Hadi, einer palästinensischen Aktivistin und Feministin, vier Jahre lebte. Ende 1955 kehrte er nach Amman zurück und wurde Mitglied des jordanischen Senats. In der zweiten Jahreshälfte 1956 amtierte er als jordanischer Außenminister. Seine schlechte Gesundheit hinderte ihn daran, weitere Ministerposten zu übernehmen. Anfang 1964 kehrte er nach seiner Wahl zum Vorsitzenden des ständigen Rechtsausschusses der Arabischen Liga nach Kairo zurück. Hier starb er am 15. März 1970 im Alter von 81 Jahren starb und wurde auch in Kairo beigesetzt.